# ルペルト・チャピ

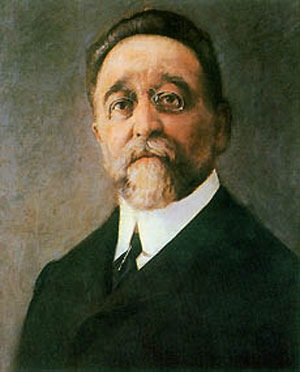
ルペルト・チャピ

ルペルト・チャピ（・イ・ロレンテ）（Ruperto Chapí y Lorente, 1851年3月27日 アリカンテ県ビリェナ - 1909年3月25日 マドリード）は、スペインのサルスエラの作曲家。唯一のオペラ《尼僧マルガリータ Margarita la tornera 》もある。
バレンシアの理容師の息子に生まれ、トマス・ブレトンと同じく存命中にサルスエラの創作によって有名になった。いわゆる「大サルスエラ（サルスエラ・グランデ zarzuela grande ）」の専門家として著名であるが、《人騒がせな娘 La revoltosa 》のような「小型種（ヘネロ・チーコ） género chico 」も手懸けた。《擲弾兵の太鼓 El tambor de granaderos 》の前奏曲は、今でもサルスエラ愛好家に好まれている。

## 主要作品一覧
- 交響曲ニ長調 Sinfonía en Re (1880)
- テンペスト La tempestad (1882)
- 魔女 La bruja (1887)
- 女と女王 Mujer y reina (1891)
- 憤る王様 El rey que rabió (1891)
- 擲弾兵の太鼓 El tambor de granaderos (1894)
- 人騒がせな娘 La revoltosa (1897)
- 尼僧マルガリータ Margarita la tornera (1909)